# Милојева смрт
„Милојева смрт” је југословенски ТВ филм из 1973. године. Режирао га је Сава Мрмак а сценарио су написали Ђорђе Лебовић и Јара Рибникар.

## Улоге
| Глумац                 | Улога            |
| ---------------------- | ---------------- |
| Неда Спасојевић        | Марија           |
| Драгомир Бојанић Гидра | Мартин           |
| Ђорђе Јелисић          | Милоје Плавша    |
| Олга Станисављевић     | Вида Плавша      |
| Михајло Викторовић     | Тужилац          |
| Бора Тодоровић         | Бранилац         |
| Предраг Тасовац        | Судија           |
| Милан Цаци Михаиловић  | Милош Николић    |
| Љиљана Шљапић          | Савка конобарица |
| Горан Султановић       | Војник           |
| Радмила Савићевић      | Тереза           |
| Љубица Јанићијевић     | Милиционер       |